# Grupa IV „Pszczyna” Legionu „Zaolzie”
Grupa IV "Pszczyna" – grupa dywersyjna Wojska Polskiego II RP, zorganizowana we wrześniu 1938 r., w składzie Legionu Zaolziańskiego.
Organizacja i obsada personalna.
- dowódca grupy - mjr Władysław Nowożeniuk
- dowódca kompanii - Franciszek Lubos
- dowódca kompanii - Józef Pustówka